# Front froid
Pour les articles homonymes, voir front (météorologie).
Un front froid est une limite entre deux masses d'air, l'air froid étant situé à l'arrière de la limite dans le sens du déplacement. Ce front marque sur la surface terrestre une zone de variation spatiale rapide, presque discontinue, de la direction du vent et du tracé des lignes isobares et isothermes. Sur les cartes météorologiques, les fronts froids sont représentés par une ligne ornée de triangles bleus pointant dans le sens de l'avancée du front.

## Mécanisme

Schéma d'un front froid : la masse d'air froid, en bleu, « soulève » la masse d'air chaud, en vert, provoquant la formation de nuages, le plus souvent des cumulus.

Selon le modèle traditionnel de l'école norvégienne de météorologie, l'air froid n'est pas un mur vertical parfaitement droit. Lorsque l'air froid pousse à l'horizontale sur l'air chaud, celui-ci est automatiquement soulevé ce qui crée en surface un effet de grattoir qui amène l'air chaud au-dessus de l'air froid. L'air froid se déplaçant en surface sous l'air chaud, la limite entre les deux masses d'air, appelée surface frontale, adopte une pente dont l'angle dépend de la vigueur de l'injection froide et de son épaisseur.
En fait, le soulèvement de l'air chaud au-dessus de l'air froid est plus complexe et n'est pas dû à la différence de densité des masses d'air. Il est plutôt dû à des forçages issus des basses couches (convergence ou cisaillement du vent par exemple) ainsi que des interactions avec des éléments de haute altitude dont le courant-jet.

## Temps associé
La limite où se forme le front froid est une zone souvent météorologiquement active à laquelle sont associés nuages et précipitations. Il existe deux types de front froid : catabatique et anabatique. 
Le premier type est associé à une invasion d'air froid en surface alors qu'en altitude l'air est relativement sec et en subsidence, ce qui le réchauffe et dégage le ciel. Le temps associé avec les fronts froids catabatiques se limite le plus souvent le long du front. On y retrouve des nuages convectifs qui produisent des averses ou des orages. Ce genre de front est commun dans les régions continentales.
Les fronts froids anabatiques sont ceux où l'air chaud en altitude est en ascension et saturé. Dans ce genre de front, les précipitations convectives s'étendent loin derrière le front. En général, le mouvement vertical et les taux de précipitations y sont moindres mais sur une plus grande surface. Ce type est plus courant dans les régions maritimes.
Dans les deux cas, après le passage d'un front froid, l'air demeure instable sur une certaine distance. Ceci donne un ciel de traîne comportant des rues de cumulus. De plus, les tendances isallobariques sont propices à donner de fortes rafales de vent au passage de ce type de front.

## Front froid de retour
Un front froid de retour (appelé en anglais Backdoor cold front) est un front froid se déplaçant à l'inverse de la direction habituelle. Il peut déclencher des nuages convectifs dans le secteur chaud mais il est suivi d'une masse d'air fraîche et humide maritime de la côte est des continents.